# Горковское сельское поселение (Ивановская область)
Го́рковское се́льское поселе́ние — муниципальное образование в составе Кинешемского района Ивановской области. 
Административный центр — деревня Горки.

## География
Расположено на западе Кинешемского района. На севере граничит с городским округом город Кинешма, на востоке — с Луговским и Батмановским сельскими поселениями, на западе — с Вичугским районом. Общая площадь Горковского сельского поселения составляет 13 121 га.
Через территорию протекают реки Кинешемка и Астерма шириной 2—9 м и скоростью течения 0,3 м/сек. У деревни Степино расположено гидротехническое сооружение с объёмом воды 1 480 м³. Близ Успенской церкви находится Юркин святой ключ, вода из которого, по легенде, исцеляет от болезней.

## История
С образования Кинешемского уезда в его состав вошла Горковская волость. Жители волости были заняты сельским хозяйством, работали в ткацкой артели в деревне Кочки. С ростом химического производства в Кинешемском уезде деревня Дмитриевка Горковской волости стала предшественником Дмитриевского химического завода. Число рабочих составляло 64 человека, годовой выпуск продукции — 155 тысяч рублей. Предприятие выпускало уксусную эссенцию, уксусную кислоту, древесный спирт. Усадьбой Новинки владел Александр Юрьевич Пушкин, двоюродный брат матери поэта.
В связи со сменой системы местного управления в 1864 году было издано положение «О губернских и уездных земских учреждениях». На территории данного земства в 1911 году был возведён мост через реку Кинешемка в деревню Белухино, было создано два земских училища: Горковское и Исаевское. Сохранились постройки того времени, включая бывшую больницу, в настоящее время жилой дом в деревне Белухино, школа в деревне Доброхотово. В 1966 году к ней было пристроено здание средней школы. Родственники художника Василия Поленова владели на территории волости небольшим земельным наделом. 
После коллективизации было организовано 9 мелких колхозов. В 1960 году они реорганизованы в совхоз «Кинешемский». Совхоз занимал важное место в числе 19 хозяйств района. Осуществлял мясо-молочное производство, занимался овощеводством и садоводством. Главной задачей совхоза было обеспечение сельхозпродукцией Кинешмы, Иваново, Москвы, Костромы и Ярославля. Вклад в развитие сельского хозяйства многих работников совхоза «Кинешемский» был отмечен правительственными наградами.
За сражение на Одере во время Великой Отечественной войны уроженец деревни Устново старший лейтенант Валерий Иванович Трубов был удостоен звания Героя Советского Союза.
Среди выпускников Доброхотовской средней школы известен Владимир Викторович Чистяков, многократный чемпион Советского Союза, Европы и мира по спортивной радиопеленгации.
Горковское сельское поселение образовано 25 февраля 2005 года в соответствии с Законом Ивановской области № 42-ОЗ. В его состав вошли населённые пункты упразднённого Горковского сельского округа (сельсовета).

## Население
| 2002  | 2010  | 2011  | 2012  | 2013  | 2014  | 2015  |
| ----- | ----- | ----- | ----- | ----- | ----- | ----- |
| 2094  | ↘1511 | ↘1506 | ↘1485 | ↘1462 | ↘1432 | ↘1404 |
| 2016  | 2017  | 2018  | 2019  | 2020  | 2021  |       |
| ↘1349 | ↘1311 | ↘1251 | ↘1226 | ↘1176 | ↗1218 |       |

## Состав сельского поселения
| №  | Населённый пункт | Тип населённого пункта          | Население |
| -- | ---------------- | ------------------------------- | --------- |
| 1  | Белухино         | деревня                         | 12        |
| 2  | Богот            | деревня                         | 166       |
| 3  | Булавино         | деревня                         | 35        |
| 4  | Велизанец        | деревня                         | ↘3        |
| 5  | Высоково         | деревня                         | 11        |
| 6  | Горки            | деревня, административный центр | ↘100      |
| 7  | Губачево         | деревня                         | 2         |
| 8  | Денисиха         | деревня                         | 2         |
| 9  | Доброхотово      | деревня                         | 55        |
| 10 | Дюпиха           | деревня                         | ↘7        |
| 11 | Ермачиха         | деревня                         | 7         |
| 12 | Кочки            | деревня                         | 13        |
| 13 | Кутуниха         | деревня                         | 175       |
| 14 | Мозолиха         | деревня                         | 4         |
| 15 | Новинки          | деревня                         | 467       |
| 16 | Осташево         | деревня                         | 270       |
| 17 | Петрищево        | деревня                         | 8         |
| 18 | Пешково          | деревня                         | ↘51       |
| 19 | Плаксино         | деревня                         | 2         |
| 20 | Починок          | деревня                         | 25        |
| 21 | Семенково        | деревня                         | 7         |
| 22 | Сидеряха         | деревня                         | 11        |
| 23 | Степино          | деревня                         | 1         |
| 24 | Строиха          | деревня                         | 2         |
| 25 | Устново          | деревня                         | 11        |
| 26 | Фоминское        | деревня                         | 1         |
| 27 | Ховрачиха        | деревня                         | 0         |
| 28 | Чернышево        | деревня                         | 4         |
| 29 | Шихово           | деревня                         | 51        |
| 30 | Щечиха           | деревня                         | 8         |

## Социальная инфраструктура
- ОБСУСО «Кинешемский психоневрологический интернат «Новинки»»
- ОБСУСО «Боготский психоневрологический интернат»
- МУ СКО «Горковское сельское поселение», в которое входят библиотека и клуб
- МДОУ детский сад деревни Осташево[2]

## Транспорт
По территории поселения проходят железная дорога Москва — Кинешма и несколько автомобильных дорог межмуниципального значения: Кинешма — Доброхотово, Доброхотово — Пешково, Доброхотово — Шихово, Кинешма — Новинки.

## Храмы
- Храм Введения во храм Пресвятой Богородицы 1780 года в селе Заовражье (в настоящее время часть деревни Горки), в традиционных формах, пятиглавый храм с шатровой колокольней и росписями XIX века[16]. Построен на средства прихожан. Памятник архитектуры. Со времени возведения по настоящее время храм никогда не закрывался[3].
- Храм Успения Пресвятой Богородицы в деревне Пешково, на восточной окраине деревни, на кладбище. Возведена в 1872 году на средства купца Ефимия Ивановича Миндовского. Характерный для своего времени пример приходского сельского храма в русско-византийском стиле[17].

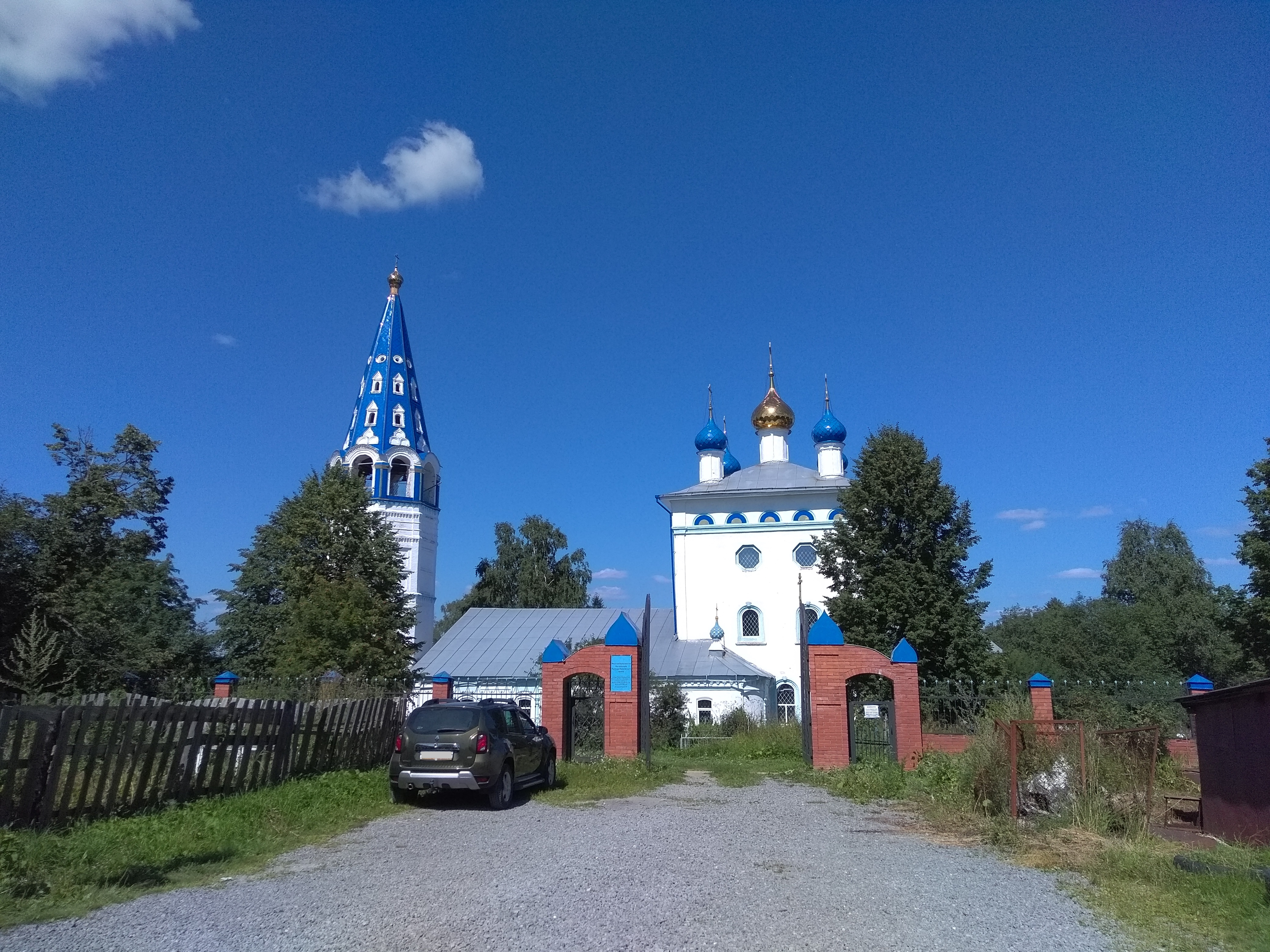
Храм Введения во храм Пресвятой Богородицы, Заовражье (деревня Горки)
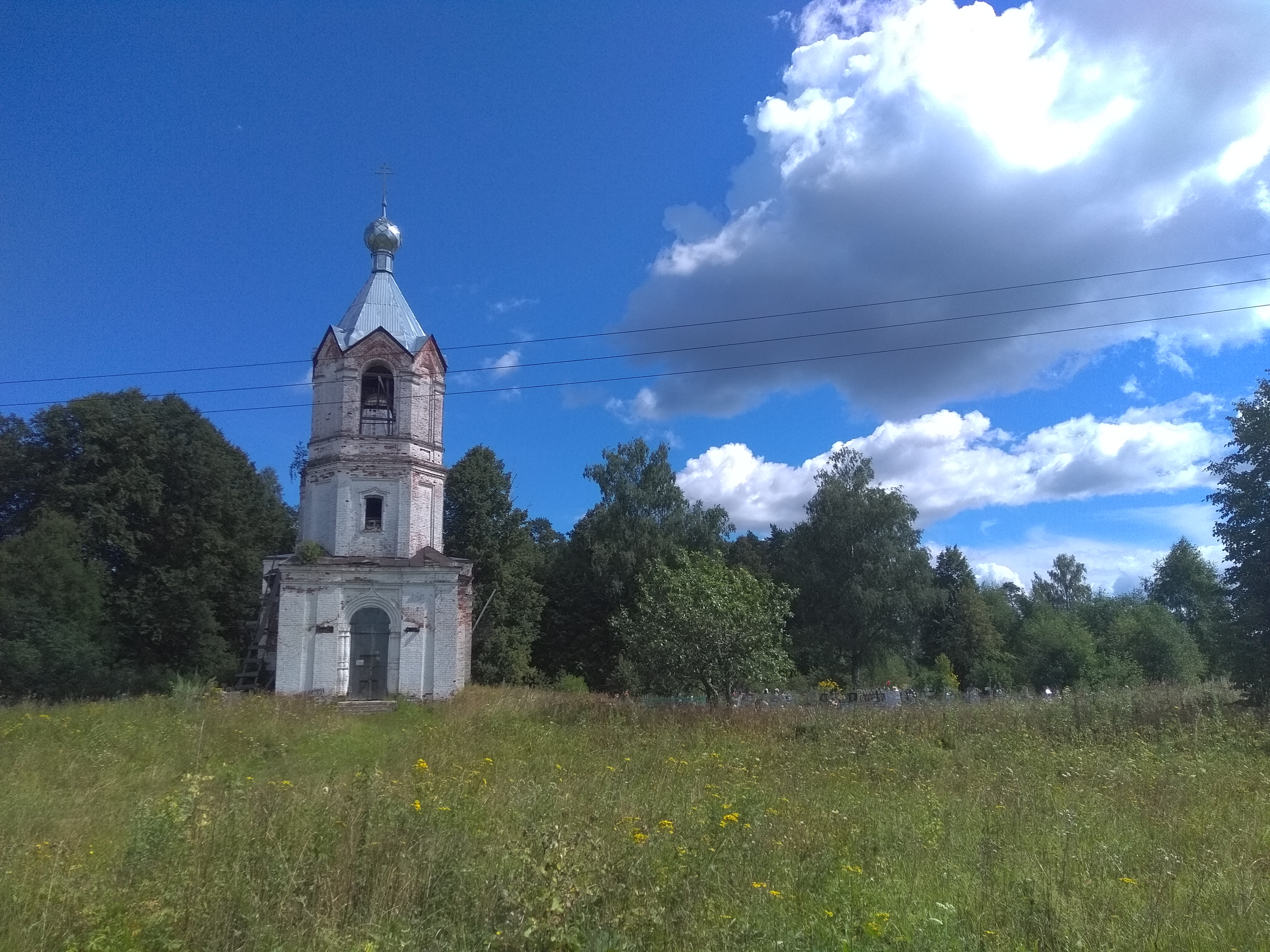
Храм Успения Пресвятой Богородицы,  деревня Пешково